# Дејтон (Тексас)
Дејтон (енгл. Dayton) град је у америчкој савезној држави Тексас. По попису становништва из 2010. у њему је живело 7.242 становника.

## Демографија
Према попису становништва из 2010. у граду је живело 7.242 становника, што је 1.533 (26,9%) становника више него 2000. године.
| Група             | 2000.         | 2010.         |
| Белци             | 3.857 (67,6%) | 4.587 (63,3%) |
| Афроамериканци    | 1.124 (19,7%) | 1.315 (18,2%) |
| Азијати           | 39 (0,7%)     | 93 (1,3%)     |
| Хиспаноамериканци | 601 (10,5%)   | 1.110 (15,3%) |
| Укупно            | 5.709         | 7.242         |